# Platycleis latitabunda
Platycleis latitabunda är en insektsart som beskrevs av Stolyarov 1968. Platycleis latitabunda ingår i släktet Platycleis och familjen vårtbitare. Inga underarter finns listade i Catalogue of Life.